# Słubice (gmina, Mazovie)
Pour les articles homonymes, voir Słubice (homonymie).
Słubice est une gmina rurale (gmina wiejska) de la powiat de Płock, dans la Voïvodie de Mazovie, dans le centre-est de la Pologne.
Son siège administratif (chef-lieu) est le village de Słubice, qui se situe environ 26 kilomètres au sud-est de Płock (capitale de la powiat) et 75 kilomètres à l'ouest de Varsovie (capitale de la Pologne).
La gmina couvre une superficie de 94,47 km2 pour une population de 4 556 habitants en 2006.

## Histoire
De 1975 à 1998, la gmina est attachée administrativement à la voïvodie de Płock.

Depuis 1999, elle fait partie de la voïvodie de Mazovie.

## Géographie
La gmina inclut les villages et localités de:

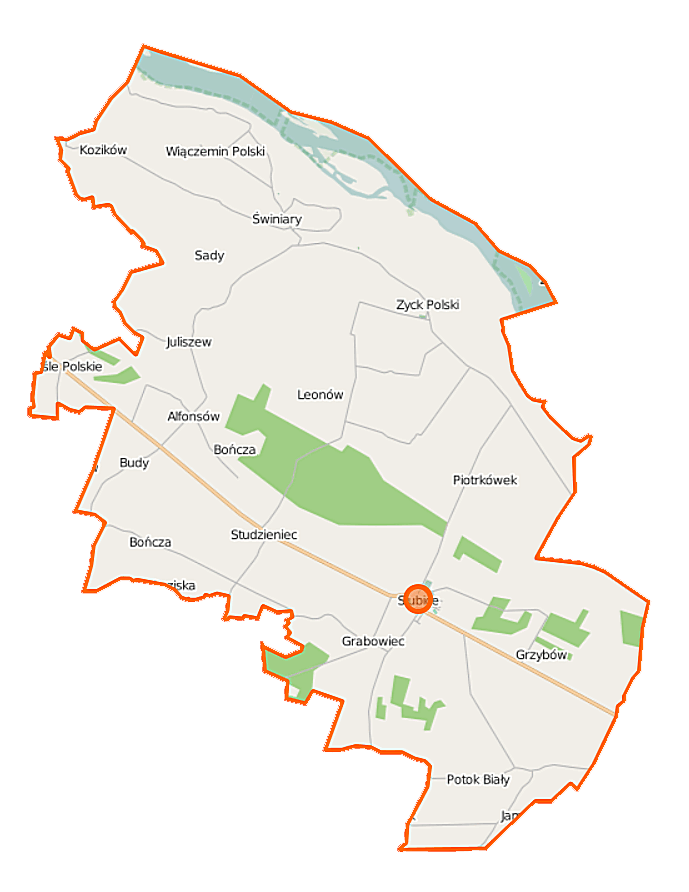
Plan de la gmina

- Alfonsów
- Budy
- Grabowiec
- Grzybów
- Jamno
- Juliszew
- Łaziska
- Leonów
- Nowosiadło
- Nowy Wiączemin
- Nowy Życk
- Piotrkówek
- Potok Biały
- Rybaki
- Sady
- Słubice
- Świniary
- Wiączemin Polski
- Wymyśle Polskie
- Życk Polski

### Gminy voisines
La gmina de Słubice est voisine des gminy suivantes :
- Bodzanów
- Gąbin
- Iłów
- Mała Wieś
- Sanniki
- Słupno

## Structure du terrain
D'après les données de 2002, la superficie de la commune de Słubice est de 94,47 km2, répartis comme tel :
- terres agricoles : 76 %
- forêts : 12 %

La commune représente 5,25 % de la superficie du powiat.

## Démographie
Données du 30 juin 2004 :
| Description        | Total  | Total | Femmes | Femmes | Hommes | Hommes |
| ------------------ | ------ | ----- | ------ | ------ | ------ | ------ |
| Unité              | Nombre | %     | Nombre | %      | Nombre | %      |
| Population         | 6 397  | 100   | 3 206  | 50,1   | 3 191  | 49,9   |
| Densité (hab./km²) | 58,7   | 58,7  | 29,4   | 29,4   | 29,3   | 29,3   |